# 亨利一世 (香槟)
亨利一世（1127年12月—1181年3月16日），1152年至1181年为香槟伯爵，是香槟伯爵、布卢瓦伯爵、沙特尔伯爵蒂博二世的长子。他的母亲是克恩顿的玛蒂尔达。
亨利曾经在法兰西国王路易七世的领导下参加第二次十字军东征，并于1148年在阿卡出席由耶路撒冷国王鲍德温三世召集的一次贵族会议。
在父亲去世后，他选择继承香槟伯爵之位，他的弟弟们则继承了布卢瓦、沙特尔等地。亨利一世的选择出人意料，因为在当时其它领土比香槟更加富饶。他可能预见到了香槟的经济潜能，正是在亨利一世时期，香槟成为法兰西最富有、最强大的邦国之一。在他的有序治理下，约2000个附庸听其号令，这在法国鲜有其比，香槟因此成为商人们安全的聚集地。在伯国的保护下，香槟集市欣欣向荣，成为中世纪欧洲长途贸易和金融的重要组成部分。
1179年，亨利一世再次前往耶路撒冷，在返途经过小亚细亚时被塞尔柱王朝罗姆苏丹国苏丹基利杰阿尔斯兰二世俘虏并索取赎金，赎金后来由拜占庭皇帝支付。

## 婚姻与家庭
他的妻子法兰西的玛丽（1145年 - 1198年）是法兰西国王路易七世的女儿。两人于1164年结婚，并育有四位子女：
- 亨利二世（1166年 - 1197年），公元 1181年继承香槟伯爵，1192年起成为耶路撒冷国王。
- 香槟的斯科拉斯蒂克（法语：Scholastique de Champagne）（1172年 - 1219年），嫁给了马孔伯爵威廉四世。
- 香槟的玛丽（法语：Marie de Champagne (1174-1204)）（1174年 - 1204年），嫁给了拉丁帝国皇帝鲍德温一世（同时是佛兰德伯爵博杜安九世）。
- 蒂博三世（1179年 - 1201年），1197年亨利二世去世后继承香槟伯爵。